# Wilson’s Creek-i ütközet
A Wilson’s Creek-i csata, más néven az Oak Hills-i csata a Transz-Mississippi hadszíntér első nagyobb ütközete volt az amerikai polgárháborúban, amelyet 1861. augusztus 10-én vívott az Amerikai Egyesült Államok hadereje és a Missouri Állami Milícia a Missouri állambeli Springfieldben. Az összecsapást gyakran hívják „a nyugat Bull Run-i ütközetének”. Ez volt az első olyan összecsapás a polgárháború folyamán, amelyben elesett egy északi tábornok.
Missouri semlegessége ellenére a szövetségi erők és az állami milícia között folyamatosan nőtt a feszültség az ütközet előtti hónapokban. 1861. augusztus elején a Benjamin McCulloch dandártábornok parancsnoksága alatt álló konföderációs csapatok megközelítették Nathaniel Lyon Army of the West nevű hadseregét, amely Springfield közelében táborozott. Augusztus 9-én mindkét fél támadási terveket szőtt a másik ellen. Augusztus 10-én hajnali 5 órakor Lyon  két oszlopba szervezte hadseregét saját és Franz Sigel ezredes parancsnoksága alatt, és rátámadt a Wilson’s Creeknél, Springfieldtől majdnem 20 kilométerre délre tartózkodó déliekre. 
Az első csapás a déliek lovasságát érte, így az visszavonult a később „Bloody Hill”-nek (Véres domb) keresztelt magaslatról, és hamarosan a déli gyalogságnak kellett megszilárdítania sorait. A konföderációsok három rohamot indítottak, amelyek nem tudták áttörni az északiak vonalait. Lyon tábornok eleste és Thomas William Sweeny tábornok megsebesülése után Samuel D. Sturgis őrnagy vette át az uniósok parancsnokságát. Eközben a déliek megfutamították Sigel csapatait a Skegg's Branch-től délre. A 11 órakor befejeződő harmadik déli rohamot követően Sturgis belátta, hogy csapatai kimerültek, és kifogytak a lőszerből, így az északiak Springfield felé visszavonultak. A konföderációsok túlságosan szétziláltnak és rosszul felszereltnek érezték magukat az üldözéshez. 
A Konföderáció győzelme fellelkesítette Missouri déli szimpatizánsait, és ugródeszkaként szolgált északi előretörésükhöz. Sterling Price vezérőrnagy és Missouri állami milíciája szeptember második felében visszafoglalta Lexingtont Missouri nyugati felén. A késő októberben Claiborn F. Jackson által megszervezett Neoshói Konvenció határozatot hozott az elszakadásról. Noha az állam a háború túlnyomó részében uniós megszállás alatt volt, a Wilson’s Creek-i ütközet után a Konföderáció ellenőrzése alá vonta Missouri délnyugati területeit. A National Park Service gondozza a Wilson’s Creek National Battlefield (Wilson’s Creek-i nemzeti csatamező) nemzeti parkját az összecsapás egykori helyén.

## Az ütközet előzményei és a szembenálló felek

### Missouri belépése a háborúba
Az amerikai polgárháború kezdetén Missouri fegyveres semlegességet deklarált a konfliktusban és nem segített egyik oldalnak sem. 1861. április 20-án szecesszionista tömeg kerítette hatalmába a Liberty Arsenal fegyvergyárat és -raktárt, mely aggodalmat keltett az Unióban. A semlegességet nagyon megterhelte az 1861. május 10-i Camp Jackson botrány. Claiborne F. Jackson kormányzó parancsára a Missouri Volunteer Militia (Missouri önkéntes milícia) kiképzésre St. Louis határában levő Lindell Grove-ba vonult. A kormányzó titokban tüzérségi lövegeket kapott a Konföderációtól, melyet a milícia táborába szállíttatott "Camp Jackson"-ba. Nathaniel Lyon százados figyelmét felkeltette a szállítmány és aggódott, hogy a milícia hatalmába fogja keríteni a St. Louis Arsenal fegyvergyárat. Thomas W. Sweeny-t hátrahagyta az arzenál védelmére, míg Lyon uniós szövetségi csapataival és unióbarát Home Guard milicistákkal körbevette a Missouri Önkéntes Milícia táborát és kikényszerítette, hogy adják meg magukat előtte. Mikor foglyait az arzenál felé terelte, a dühös tömegből kiváló emberek ellenszegültek. Kiabálás és dulakodás kezdődött, mely lövöldözéshez és számos ember halálához vezetett. Az áldozatok legnagyobb része civil volt, de a MVM tagjai és szövetségi katonák is áldozatul estek.

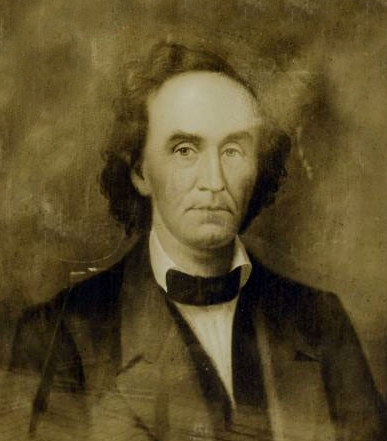
Claiborne Fox Jackson, Missouri kormányzója

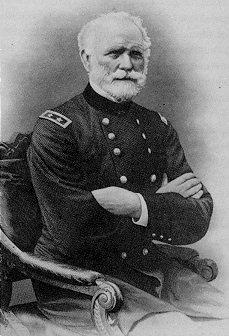
William Selby Harney vezérőrnagy

A Camp Jackson botrányban elszenvedett sérelem miatt a következő napon az állami törvényhozás megalapította a MVM-et leváltó Missouri State Guard (Missouri Állami Őrség, MSG) intézményét, melynek elméletileg az lett volna a feladata, hogy megvédje az államot mindkét háborús fél fenyegetésétől. Valójában a MSG kezdettől fogva az uniós erőkkel való összecsapásra készült fel. A Camp Jackson botrány mellett az is magyarázza, hogy Missouri kormányzója megtagadta önkéntesek küldését a Washington által lázadásként értelmezett tagállami kilépésekre az Egyesült Államok uniójából, melyet az elnök szintén interpretálhatott lázadásnak. A kormányzó Sterling Price-t nevezte ki a MSG parancsnokának vezérőrnagyi rangban. Az állami milíciát hadosztályokba osztották, melyet Missouri különböző katonai körzeteiből töltöttek föl és mindegyik élére egy dandártábornok volt kinevezve. Ezek a hadosztályok némelyike mindössze dandárnyi erő fölött diszponált, mivel feltöltési körzete részben, vagy egészben uniós ellenőrzés alá esett. Missouri állama William S. Harney, a Department of the West, a Nyugati Adminisztratív Hivatal parancsnoka hatáskörébe tartozott. Harney tartott tőle, hogy Missouri kiválik az Egyesült Államokból és csatlakozik a konföderációhoz, ezért tárgyalásba kezdett Sterling Price-szal. 1861. május 12-én megkötötték a Price-Harney megállapodást, mely formai egyetértést mutatott az Egyesült Államok hadserege és a Missouri állami milícia közös rendfenntartó és külső beavatkozás elleni védelmi tevékenységében.

Jackson kormányzó nyilvánosan támogatta a megállapodást, titokban azonban a Konföderációhoz fordult, konföderációs katonaságot kért Arkansasból, Louisianából és Texasból Missouri szövetségi ellenőrzés alóli felszabadítására. Missouri unionista szimpatizánsok, mint pl. Francis P. Blair, Jr. panaszai alapján Harney-t Lincoln leváltotta és azzal az önkéntes erők dandártábornokává kinevezett Nathaniel Lyonnal váltotta fel, akinek katonái St. Louis utcáin a tömegbe lőttek. 1861. június 12-én Lyon és Jackson a St. Louis' Planter's House nevű hotelben találkozott, hogy megpróbálja fenntartani a békét. Mindketten rugalmatlanságot tanúsítottak. Lyon az állam minden szegletére vonatkozó vizsgálati jogot követelt, hogy konföderációs beavatkozás jelei után kutathasson, míg Jackson azt akarta elérni, hogy az uniós erők fennhatóság St. Louis város környékére korlátozódjon. A találkozót Lyon azon kijelentése zárta, miszerint: 
|  | „Ez háborút jelent. Egy óra múlva egyik tisztem szólítani fogja önt és ki fogjuk vezetni a sorainkból.” |
|  | |

Lyon Sweeney parancsnoksága alatt csapatokat küldött Springfieldbe, míg saját csapatai gyorsan elfoglalták az állami fővárost és Jackson, Price, valamint a velük együtt menekülni kezdő törvényhozási képviselők üldözésére indult. Kisebb összecsapások lángoltak fel a rabszolgatartók és a rabszolgaságot ellenzők között, mint pl. a június 17-i Boonville-i ütközet és a július 5-i Carthage-i ütközet. Július elején az állam északi részén két megye Unió-párti lakosságát elkergették, míg Kansasból a rabszolgaságot ellenző aktivisták (jayhawkerek) érkeztek az államba. A krízis kitörése után Lyon újra összehívta a februárban az Egyesült Államokból való kiválást elutasító Missouri Alkotmányos Konvenciót ülésezni. Július 27-én a Konvenció a kormányzói széket beöltetlennek nyilvánította, majd megválasztotta Hamilton Rowan Gamble-t, az Egyesült Államokat támogató politikust ideiglenes kormányzónak.

### A katonai műveletek az ütközet előtt

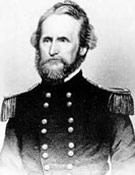
Nathaniel Lyon dandártábornok, USA
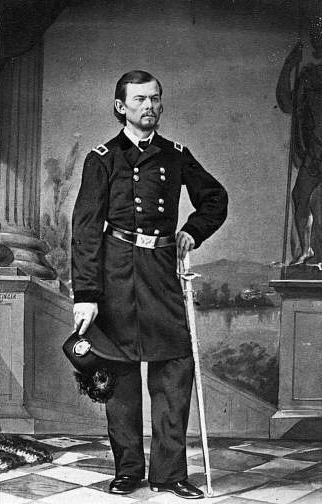
Franz Sigel ezredes, USA
Thomas W. Sweeney ezredes, USA
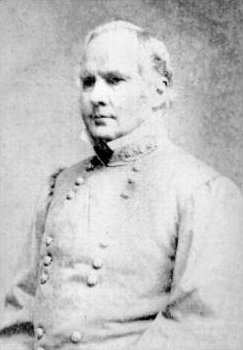
Sterling Price vezérőrnagy, Missouri State Guard
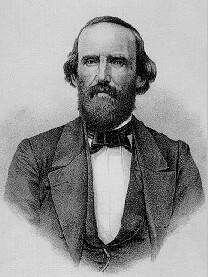
Ben McCulloch dandártábornok, CSA

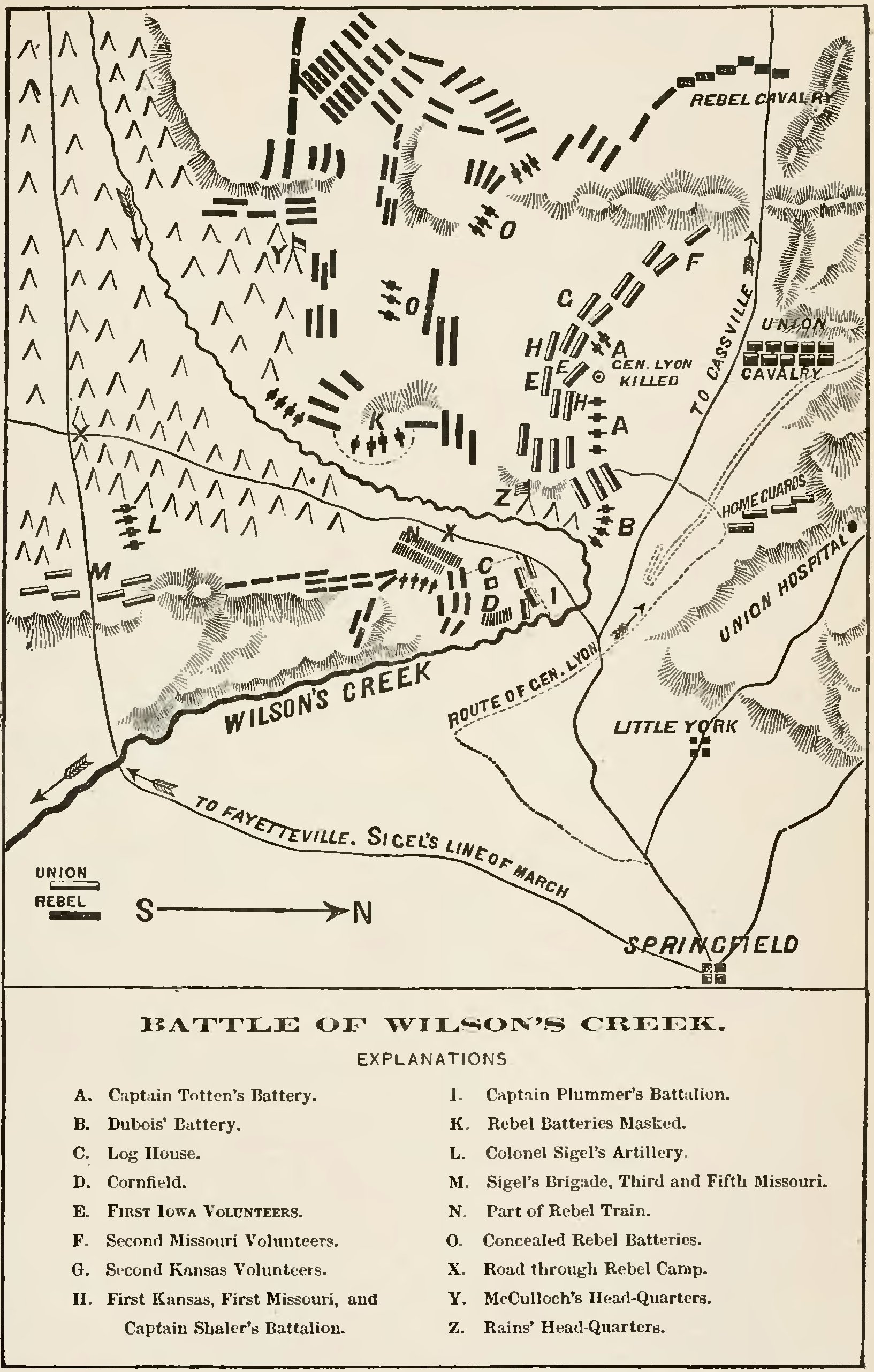
A Wilson’s Creek-i ütközet térképe

1861. július 13-án Lyon hadseregének megközelítőleg 6000 katonája táborozott Springfield közelében. Erőit az 1., a 2., a 3., és az 5. Missouri gyalogezred, az 1. Iowai gyalogezred, az 1. és 2. Kansas-i önkéntesezred és a háború előtti reguláris hadsereg több századnyi gyalogsága, lovassága és tüzérségi ütegei képezték. Ezeket négy dandárba rendezte Samuel D. Sturgis őrnagy, Franz Sigel ezredes, George Andrews alezredes, és George Dietzler ezredes vezetésével. Az Unió-párti sereg soraiban a kiképzetlen újoncok mellett 500 szintén képzetlen és hiányos felszerelésű népfelkelő is volt. 
Július végére a Missouri állami milícia Springfieldtől 120 km-re délnyugatra vonult vissza, ahol erősítést kaptak Benjamin McCulloch konföderációs dandártábornok csapataitól és alá beosztott N. Bart Pearce dandártábornok Arkansas állami milicistáitól. A vegyes összetételű hadsereg 12 000 fősre nőtt. Ekkora erő birtokában terveket kezdtek kovácsolni egy Springfield felé való támadásról. De Lyon tábornok augusztus 1-jén kivonult Springfieldből megpróbálva meglepni a déli erőket. A két hadsereg előörsei Dug Springs-nél csaptak össze augusztus 2-án. Az uniós előörs került ki győztesként, de Lyon tudomására jutott, hogy ellensége tulajdonképpen háromszoros létszámfölényben van és visszavonult Springfieldbe; 20 000-re becsülte a déliek erejét, de valójában azok csak 12 000 katonával rendelkeztek.
Emellett Price és McCulloch seregtestei között nem volt egyetértés. Price magasabb rangban állt, de csak a Missouri State Guard kötelékében, míg McCulloch alacsonyabb rangja ellenére a segítségül hívott Konföderáció tábornoka volt, s ennek alapján megtagadta a két erő egyesítést, amíg Price el nem ismeri a teljes haderő parancsnokaként, amit az fogcsikorgatva vett tudomásul, de annak érdekében, hogy Lyon kékkabátosaival leszámolhasson, engedett a követelésnek. Az imigyen egyesült hadseregben többségben levő missouriak közül soknak sem sátra, sem egyenruhája nem volt. Sok milicista tulajdonképpen semmilyen fegyverrel nem rendelkezett, mások csak 1812-es mintájú Springfield muskétákkal, megint mások pedig sörétes puskákkal. Ágyúlőszer gyanánt kődarabokat, láncokat és rozsdás vastuskókat használtak nyolc elavult lövegükhöz. az északiak üldözésére indult. Augusztus 6-án erői Wilson’s Creek-nél (Wilson patakjánál) táboroztak le, 16 km-re délnyugatra a várostól. Price az azonnali támadás mellett volt, de McCulloch aggódott a Missouri State Guard milicistáinak használhatóságával kapcsolatban és óvatos volt. Price azzal fenyegetőzött, hogy a segítsége nélkül fog támadni, így McCulloch beadta a derekát és 10-re támadást határozott el, de ebből 9-én este kitörő vihar miatt visszakozott és csapatait visszarendelte a táborba.
 

Lyon a létszámhátrányt megállapítva furcsa következtetésre jutott. A rollai vasúti végállomásig való visszavonulását úgy óhajtotta fedezni, hogy a konföderációs hadsereget megbénító váratlan támadást indít. Sigel azt a tervet sugallta, hogy McCulloch kétszeres túlerőben levő seregét 1200 fős dandárja hátulról támadja meg, mely tovább aprózta az amúgy is hátrányban levő északi erőt. Lyon dilemmába került. Tudatában volt, hogy ereje több mint felét a Sigelhez vakon hű német katonák adják. Amint abba bizalmas tisztjeit beavatta: 
|  | „Sigelnek kifogástalan híre van, és ha tanácsa ellenére cselekedve felsülök, akkor ő kapja meg a parancsnokságot és tönkretesz engem. Amúgy pedig, hacsak nem mehet a saját feje után, nem fogja teljesíteni a parancsaimat.” |
|  | |

Röviddel azután, hogy tisztjei előtt feltárta helyzetét, Lyon hírt kapott David S. Stanley századostól, hogy az uniós lovasság déli foglyokat ejtett Dug Springs-nél, s ezek elmondása szerint a visszavonuló Missouri State Guard egyesült McCulloch és Pearce csapataival. Lyon megértette, hogy Sigel terve ezzel kivitelezhetetlenné vált, de ennek ellenére nem változtatott rajta. Így a 2. dandárját az ellenség hátába vezette, míg a három másik dandár 4300 katonája Lyon parancsnoksága alatt északról támadott. Az augusztus 9-i éjszakai vihar alatt az északiak elhagyták Springfieldet, 1000 főt hátrahagyva a készletek védelmezésére és a visszavonulás fedezésére.

## A csata

### A felvonulás és a déliek meglepése

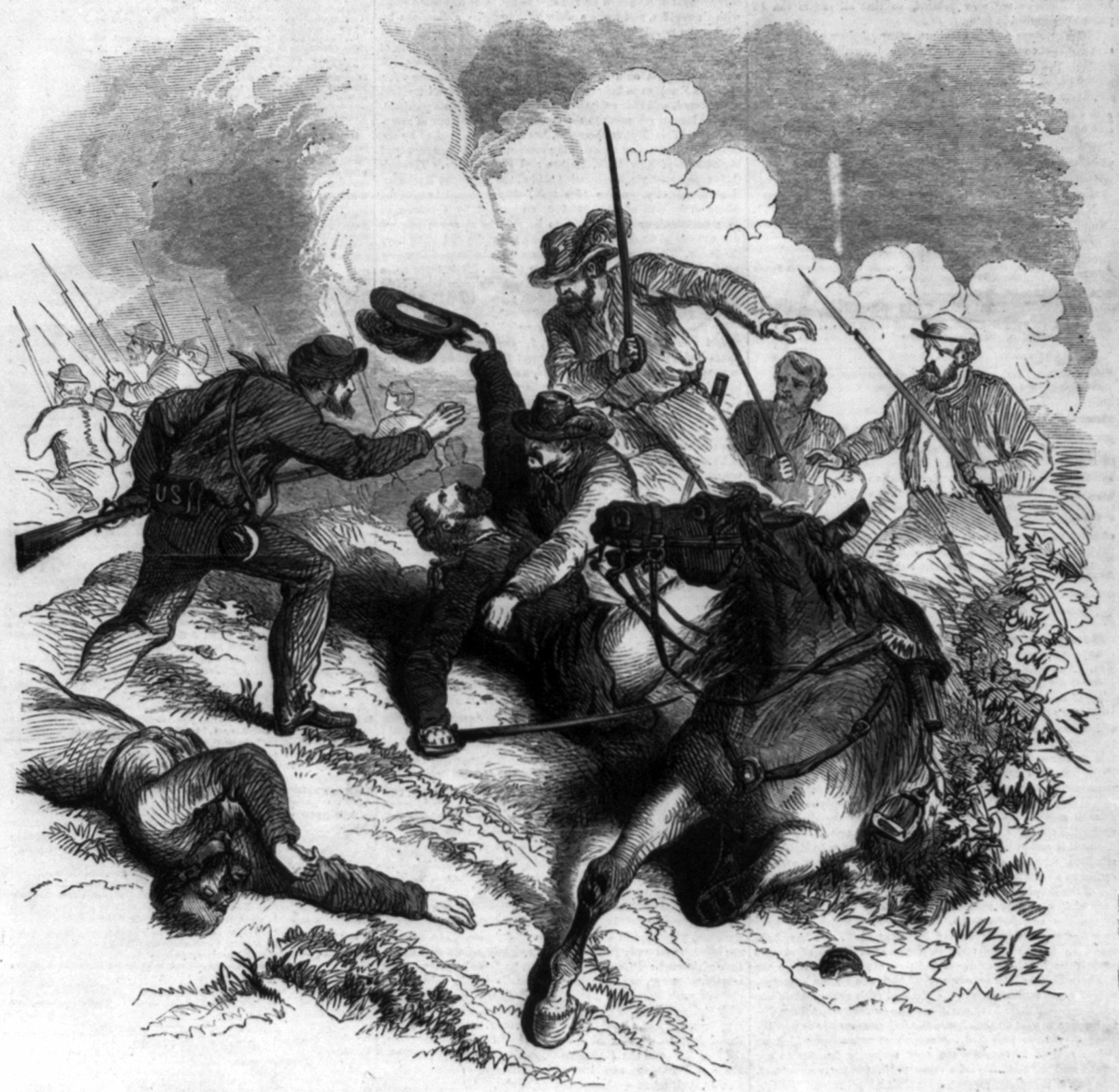
A küzdelem a dombtetőért. Az illusztrációt Frémont hadosztályának egyik katonája készítette és a Frank Leslie’s Illustrated Newspaper-ben jelent meg 1861. augusztus 24-én.

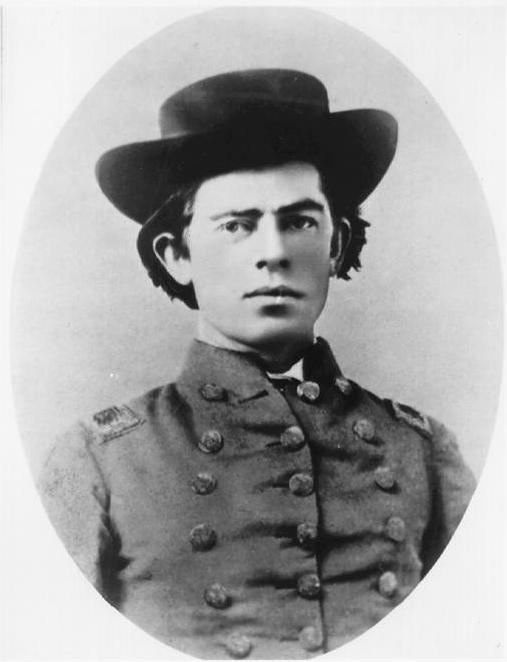
Omer Rose Weaver hadnagy, a Pulaski Light Artillery tüzére. Elesett a Wilson’s Creek-i ütközetben

Augusztus 10-én hajnalban az északiak megközelítették a déliek táborát. A meglepetés teljes volt, mivel a déli hadsereg nem küldött ki senkit a vihar idején őrségbe. A lovak patáját és az ágyúk kerekeit rongyokba és vászonba burkolták, hogy tompítsák az általuk keltett zajt. Ezenkívül a tájék olyan csöndzónában feküdt, ahol a hangok meglepően rosszul terjednek. Az északi hadsereg közeledése közben az 1. iowai gyalogezredet nem lehetett visszafogni kedvenc menetdalai éneklésétől, ami rendkívül felmérgesítette a meglepetés elmaradása miatt aggódó Lyont. A csöndzóna azonban mindenféle zajt jelentősen letompított. A hadsereg észrevétlenül közelítette meg a Short farmot, ahol a 9 éves John Short, akkor szerzett csak tudomást a közeledésükről, mikor hajnali 4:30-kor közvetlenül a farm mellett elhaladtak.
Lyon erői lerohanták a tábort az Oak Hill dombgerincen, mely később a „Bloody Hill” (Véres domb) nevet nyerte. A déli hadsereg teljes megfutamodása azonban nem következett be, mert az arkansas-i Pulaski üteg tüze megállította az előrenyomulást és időt adott a megtépázott déliek újraszerveződésére. McCulloch a Missouri State Guard egységeit vezényelte a támadás megállítására. 
A lobogó ősz hajjal fel-alá nyargaló és megingott katonáit rendületlenül buzdító Price-nak a domb déli lejtőjén sikerült rendeznie a vonalat és egyre erősödő ellenállást kifejtenie.  Lyon is vonalba rendezte a tüzérség csapásai miatt összekeveredett katonáit a Bloody Hill tetején és Price lassan kialakuló vonala ellen támadt. A támadás nem nyert lendületet, sőt, Price erőt gyűjtő katonái kezdtek óvatos előrenyomulásba az emelkedőn felfelé. A balszárnyon Az Elkanah Greer ezredes vezette kansas-texasi lovas lövészek és James B. McIntosh vezette akansas-i lovas lövészek ezrede igyekezett az északiak ellen. Chisolm százados a sűrű aljnövényzetben idegesen fedezéket keresgető, zöldfülű texasi lovasságát korholta. „Fiúk, nem szabad állandóan a földre vetnetek magatokat!”, korholta őket, miközben ágyúgolyók szaggatták a fákat mögöttük. Ekkor azonban egy óriásinak tetsző lövedék közvetlenül a feje fölött süvöltött el és a százados maga is lebukott. „Kivéve, amikor ilyen nagyok jönnek.”, tette hozzá a nyeregbe visszaülve. A déliek támadása is elakadt.

Joseph B. Plummer százados a 1st US Infantry reguláris ezredgyalogságával és a Missouri Home Guard milicistáival keletre felé fordult, hogy az északi arcvonal balszárnyát biztosítsa. Átkeltek a patakon a Gibson farm közelében de ahogy közeledtek, a Pulaski üteg hatékonysága egyre inkább érezhetővé vált. Plummer mozdulatát átirányították a Bloody Hill irányába, de ekkor McCulloch a 3. louisianai gyalogezredet és a 2. arizonai lovas lövészezredet indította feléjük James McIntosh ezredes parancsnoksága alatt. A két fél a Ray farm kukoricamezején ütközött meg. Egy résztvevő a következőket mondta az összecsapásról: 
|  | „Mikor a füst eltisztult egy kicsit, az ellenség tisztán látszódott. Ugyanolyan szilárdan tartották maguk, mint addig, de soraik megritkultak és halottaik sűrűn feküdtek [...] de továbbra is ott álltak a helyükön, miközben vér csorgott az arcukon, melytől kísértetiesen néztek ki, ámde továbbra is elszántak és harciasak maradtak.” |
|  | – William Watson, a 3. louisianai gyalogezred katonája |

 Az Unió-pártiak erősítések híján kénytelenek voltak visszamenekülni a patak nyugati oldalára. Plummer maga is megsebesült a harcban. Az üldözésükre induló déli gyalogságot szétugrasztotta az északi ütegek tüze, mikor lőtávolságba értek. Ezzel utat engedtek a konföderációsoknak, hogy teljes erejüket a Véres Dombnál folyó ütközetre összpontosíthassák. Itt Price ellentámadásai egyelőre sikertelenek maradtak a lőszerhiány következtében. A harc dermesztő csendben zajlott, az északiak hurrázása és a déliek idegborzoló, vonyító csatakiáltása egyaránt hallgatott, csak a fegyverek ropogtak.

### A Sharp farm és a Skeeg's Branch között
A két uniós seregtest elvesztette a kommunikációt egymással, így támogatni sem tudták egymás műveleteit, ha valami félresikerül. Sigel támadása kezdetben sikeres volt; dandárja hajnalhasadáskor érkezett meg a konföderációs sereg mögé. Hat ágyújuk tüze megfutamította a déliek Sharp farm mögött táborozó, kb. 1800 főnyi lovasságát, akiket tökéletes meglepetésként ért az ellenség ágyúzása.
|  | „A lövések elszálltak a fejek fölött, melytől ugyan vad vágtában menekültek, de nem szenvedtek sérüléseket, veszteségeket. Hiábavalóan [...] sürgettem a tüzéreket, hogy eresszék lejjebb az ágyúk csövét. Vagy nem értettek angolul, vagy izgalmukban azt gondolták, hogy elég pusztán tölteni és lőni, így rendületlenül puffogtattak, mígnem az egész tábor elhagyatottá vált.” |
|  | – Franz Sigel ezredes, 2. dandár |

Sigel ezután átkelt a Wilson’s Creek-en, több mint 100 foglyot ejtett a táborban, majd egy órányi pihenőt rendelt el. Katonái ezalatt elkezdték fosztogatni az elűzött lovasság táborát. 8:30-kor ismét előrenyomult és azt az erdőt kezdte lövetni, ahova a konföderációsok menekültek. Újabb konföderációsok adták meg magukat, tucatjával, amitől Sigel immár biztosra vette, hogy terve működik. A Wilson’s Creek imént elhagyott keleti oldalán nagy létszámú csapatokat látott dél felé mozogni és dolgában biztos lévén azt gondolta, hogy Lyon előrenyomulása nyomja dél felé a konföderációsokat. Emiatt észak felé csak pár felderítőt küldött ki, akik McCulloch csapataival való találkozás után azzal a téves hírrel tértek vissza, hogy a vártnak megfelelően Lyon közeledik. Így balszárnya nyitva maradt egy támadással szemben.
McCulloch a Skeeg’s Branch patak partján a menekülést megállította. Ahogy a szembejövő katonák csoportjaival találkozott, megkérdezte kinek az egységéhez tartoznak. Egy alkalommal azt a választ kapta, hogy Sigel egységéhez. McCulloch törzsével együtt az ellenség előőrsébe botlott, de nem értette a választ és felszólította a katonát, hogy adjanak magyarázatot. Az uniós előőrsben Todt tizedes erre megcélozta a dandártábornokot, de mielőtt elsüthette volna fegyverét, a stáb egyik tagja, Henry Gentles tizedes lelőtte. A híresen rendíthetetlen McCulloch mindössze annyit mondott erre, hogy „ez jó lövés volt”, majd felszólította John Vigilini századost, hogy „Vigye a századát és küldje a pokolra őket!”
McCulloch több más egységet is küldött Sigel dandárja ellen, például a Ray-kukoricásból kivont 3. louisianai gyalogezredet és a Missouri State Guard 3. hadosztályát. Sigel katonái Lyon hadoszlopától elvágva nem tudták, hányadán áll az ütközet és ki közeledik soraikhoz. Saját 1. iowai gyalogezredük szintén szürke egyenruhát viselt és így addig nem lőttek rájuk, amíg egészen közel nem értek, hanem zászlótartóik bősz lengetéssel próbálták az általuk iowai katonáknak vélt szürke egyenruhások értésére adni, hogy baráthoz közelednek. A louisianai ezredet mindez nem hatotta meg, 40 méterről leadott sortüzük és támadásuk elsöpörte a meglepett balszárnyat. Sigel még az első lövések után is azt hitte, hogy baráti tűzről van szó és nem engedte katonáit tüzet nyitni, mire a teljes dandár megfutott és négy-öt ágyúját hátrahagyta. Vigilini egysége egy emelkedő mögül előbukkanva pontosan Sigel tüzérségébe botlott. Vigilini felszólította őket, hogy azonosítsák magukat, de Tunnard őrmester felkiáltott mellette: „Nézzétek a német pofájukat!”, mire azok tüzet nyitottak. Vigilini utánasiető katonái sortűzzel válaszoltak, majd szuronyrohammal birtokukba kerítették az üteget. Sigel és emberei elmenekültek az ütközetből, így Lyon hadoszlopa magára maradt.

### Harc Bloody Hillért

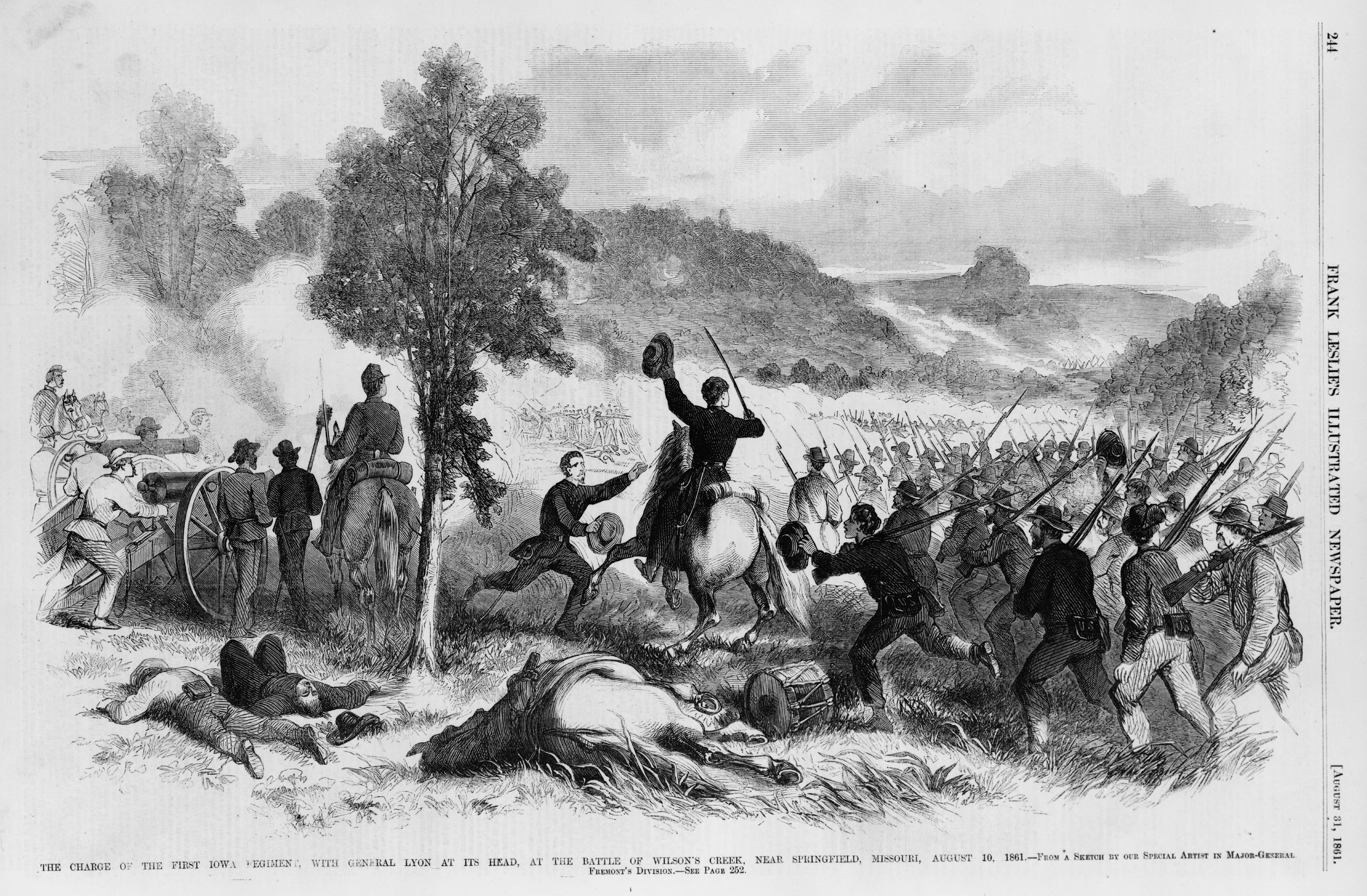
A Frank Leslie’s Illustrated Newspaper-ben megjelent rajz az 1. iowai gyalogezred rohamáról. Az illusztrációt Frémont hadosztályának egyik katonája készítette.

Sigel dandárjának menekülése után az ütközet mérlege a déliek javára billent. Egy uniós sorkatona így írta le a derékmagasságú, elsárgult fűben zajló küzdelmet:
|  | „Óriási mennyiségű puskagolyó és kis méretű ágyúlövedék záporozott sorainkra, dobált agyagot és port az arcunkba, nyomorította meg bajtársainkat és ölte meg barátainkat. A félelmetes és iszonyatos halálvihar tombolt körülöttünk [...] Itt, eme szörnyű órán is álltuk a halálos és egyenlőtlen küzdelmet, ölve és egyre halva magunk is.” |
|  | – Peter Lane közlegény |

Az uniósok a dombról lefelé tüzelve előnyt élveztek a felfelé célzó konföderációsokkal szemben. A kavargó és fojtó kék füstben egymást jószerével nem is látták a felek, csak az ellenség fel-fellobbanó puskatüzét. Ha az uniósok ki tudtak volna tartani kedvező állásukban, az ütközet még menthető lett volna. Ám maguk is hiábavaló rohamokkal kísérleteztek, s veszteségeik egyre nőttek. A harmadik dandár parancsnoka az 1. missouri gyalogezred élén vezetett rohamot a völgybe: 
|  | „Így magamat is lövés ért, s az ezred jobb szélén találkoztam Yates századossal, akit tájékoztattam, hogy megsebesültem és ha engem nem talál [...] akkor neki kell összetartania az egységet. Ájulást éreztem közelegni rám, megint a balszárnyra mentem, erősítőt vettem magamhoz és nem sokkal ezután lovam holtan összeesve maradva maga alá temetett, s így nem tudtam visszatérni az ezred jobb oldalára.” |
|  | – George L. Andrews alezredes |

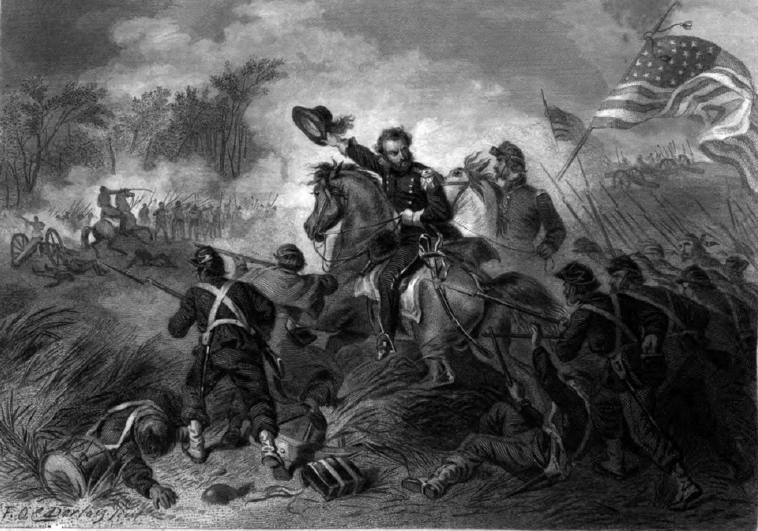
Lyon dandártábornok rohama Wilson’s Creeknél. Megjelent a The Great Rebellion, a History of the Civil War in The United States c. mű első kötetében 1863-ban. Szerzője Joel Tyler Headley, Hurlbut, Williams & company, Hartford Connecticut.

Az uniós rohamot makacs ellenállás fogadta a sűrű bokrok között a domb lábánál. A konföderációs ágyúk srapnelt és sörétet köptek nem egészen ötven méter közelségből a kiáltozó északi katonák közé. A gyülekező déliek egyre erősebb tüzében Lyon a fején, a vádliján és a bokáján is megsebesült, lovát pedig megölték a harcban. „Attól tartok a mai nap már odaveszett”, mondta és gyalogosan sántikálva tért vissza az uniósok uralta dombtetőre, ahol E. L. McElhaney őrnagy pej lovára ült át. Törzsének főnöke nem értett egyet és azt szorgalmazta, hogy kíséreljenek meg újabb rohamot indítani.
Reggel 9:00 táján Price indított újabb kísérletet az uniós centrum ellen. A déliek három-négysoros mélységbe rendeződve lőttek, egy sor fekve, egy másik térden, a harmadik pedig állva. Egy órán keresztül állták egymás tüzét a felek, míg a füstben már semmit nem lehetett látni és az augusztusi hőségben mindenki eltikkadt. Az uniós centrum megingott, az 1. iowai és az 1. missouri ezred között rés keletkezett. A csapatok elvesztették szem elől parancsnokukat és káosz alakult ki. „Valaki vezessen már minket!” kiáltozásukra Lyon odalovagolt és a 2. kansasi ezred katonáival szilárdította meg a vonalat. Vér csorgott a csizmáján és szakállán, de fordított egyet a kalapján és azt kiáltotta „Még egy rohamot indítunk [...] Gyerünk, bátor fiaim, én vezetlek benneteket. Előre!” Elfoglalta helyét a 2. kansasi gyalogezred sorában, emberei között és nagy hurrázással lerohantak a domboldalon az aljnövényzetben ropogó fegyverek közé. Mikor közelebb értek, egy puskagolyó átfúrta Lyon mellkasát. Lezuhanva a nyeregből tisztiszolgája, Albert Lehman rohant hozzá segíteni. „Megöltek!” lehelte, mire Lehman szívszaggató sírásba kezdett. A roham azonmód összeomlott, mikor Lyont szíven lőtték és 9:30-kor meghalt. 
Lyon lett az első uniós tábornok, aki a harcmezőn esett el az amerikai polgárháborúban. A roham azon nyomban összeomlott. Sweeney dandártábornokot lábon találta egy golyó, Deitzler ezredes és Andrews alezredes mindketten sebesültek voltak, így Sturgis őrnagy lett a rangidős tiszt, aki átvette a parancsnokságot a domb tetejére visszahúzódó északiak fölött. De az arkansas-i gyalogság nem tudott közel jutni az dombtetőn magukat hasra vető északiak vonalához és a tűzpárbaj során elfogyott a lőszerük. James Totten százados 2. reguláris tüzérütegének csapásai sokakat megöltek közülük, így a támadók visszatértek a kiindulópontjukra. Az uniós jobbszárny védelmi állása kitartott, de a hadianyag-készletek és a lőszer erősen fogytak és a morál egyre alacsonyabbra szállt. 
Az uniós állások alatt vészesen gyülekezett a kansas-i és a texasi lovasság, valamint a missouri milícia N. Bart Pearce parancsnoksága alatt. 10:30-kor a déliek minden addiginál nagyobb, hatezer főt koncentráló támadást indítottak, de 11 órára azt is sikerült visszaverni, de az északi katonákat kimerítette a harc. Sokan reggel óta egy korty vizet nem tudtak inni, mert a kulacsokat utoljára előző este töltötték teli és már az elesettek lőszerét is mind összeszedték, hogy legyen mivel lőni. Mikor Sturgis végül megkapta a hírt, hogy az eddig várva várt 2. dandár támadása kudarcba fúlt és Sigel csapatai elmenekültek, elrendelte a visszavonulást, mielőtt még egy negyedik támadást indíthattak volna ellene.
Richard Hanson Weightman ezredes, a Missouri State Guard második hadosztálya gyalogdandárjának parancsnoka háromszor sebesült meg a Bloody Hillért folytatott küzdelemben. A Ray-farm mellett felállított tábori kórházban hallotta a déliek üdvrivalgását. Egyik ápolója nem sokkal dél előtt érkezett vissza és levegőért kapkodva azt újságolta: „Megvertük őket. Elmenekültek.” „Hála istennek”, suttogta Weightman és meghalt.

## Következmények
A véresnek számító ütközetben négy óra alatt mindkét fél kb. 1200 fős veszteséget szenvedett. Az ütközetben részt vettek egyike a legvéresebb harcnak nevezte a waterlooi csata óta. A nem sokkal korábban megvívott első Bull Run-i ütközethez képest kevesebb mint harmadannyi résztvevővel harmadannyi idő alatt több mint feleannyian estek el a küzdelemben Wilson’s Creek-nél. További párhuzamot jelentett, hogy a győztes déliek az ideális körülmények ellenére túl rendezetlenek voltak hozzá, hogysem üldözésre gondolhassanak; a csapatokat pedig nem lehetett erre rábírni. A polgárháború korai szakaszában a felek még gyors lefolyású háborúra gondoltak, és az üldözés szükségessége nem tűnt fel világosan előttük. A puszta győzelem elégségesnek tűnő volta mellett a harci kimerültség is gátat szabott az üldözésnek. A jól időzített északi visszavonulás a vereség ellenére lehetővé tette a sikeres elszakadást a déliektől.
Mivel az északiak hagyták el a csatateret, a déliek mondhatták magukénak a győzelmet. Shelby Foote történész ugyanakkor döntetlennek minősítette, mivel az uniós csapatok eleve csak a visszavonulás zavartalansága érdekében bocsátkoztak a küzdelembe, legalábbis Lyon nem túl érthető elképzelése szerint. Ugyanakkor a csata megerősítette a konföderációt pártolók helyzetét Missouriban, és lehetőségük nyílt a mélyebb behatolásra Missouriba. Ezzel párhuzamosan az eddig pacifikált déli szimpatizánsok új fegyveres csapatokat alkottak, a bujkálásba szorított gerilláik pedig előjöttek búvóhelyeikről az állam északi felében. A vereség eredményeképpen John C. Frémont vezérőrnagy erősítéseket kért a nyugati hadszíntérre és a saját keretéből 5000 főt küldött a Springfieldből Rollába visszavonuló hadsereg veszteségeinek pótlására, valamint hadiállapotot rendelt el St. Louis-ban. Az Unió Missouriban megrendült helyzete miatt Frémont az egy héttel korábban meghozott Confiscation Acten túlmenő rendelkezéseket hozott. Fort Leavenworthtől Cape Girardeu-ig húzódó vonaltól északra minden lázadót halálbüntetéssel fenyegetett meg, teljes vagyonelkobzással sújtotta a közreműködőket és rabszolgáikat felszabadítottnak nyilvánította. Rendelkezéseit Abraham Lincoln elnök kénytelen volt megsemmisíteni, mivel attól tartott, hogy a radikális abolicionisták programját tükröző rendelkezések miatt a rabszolgatartó határállamok lakossága az Unió ellen fordul.
Jefferson Davis konföderációs elnök hasonló hangnemben jelentette be a Wilson’s Creek-nél aratott győzelmet, mint a bull run-i diadalt. Emellett azonban Missouri semlegességének tiszteletben tartása miatt McCulloch csapatait visszarendelte Arkansas-ba. A Konföderáció hosszas várakozásba kezdett, hogy a Lyon által szétzavart Missouri törvényhozás elmenekült képviselői összegyűljenek és kimondják Missouri elszakadását az Egyesült Államoktól. Erre végül 1861. október 29-én került sor. Price és a Missouri State Guard lassan követte a visszavonuló északiakat. Szeptember második felében ideiglenesen visszafoglalták Lexingtont az állam nyugati felében.
Az elesett Lyon holttestét McCulloch fehér zászló alatt elküldette a Springfieldbe visszavonult északiaknak. Mivel azonban az északiak Springfieldet nemsokára feladták, ezért pár nappal később megint megtalálták az otthagyott koporsót. Másodszor is visszaszolgáltatták az északiaknak, akik Ohióba vitték, ahol ezrek rótták le kegyeletüket előtte.

## Megemlékezések
1928-ban A The University Club of Springfield emléktáblát állított a csatatéren, az egyetlen mindez idáig. A Bloody Hill-en egy rogyadozó kőrakás közelében a tábla azt írja:„Itt, vagy e hely közelében esett el Nathaniel Lyon dandártábornok [...] Tisztelegve Lyon tábornok és azon bátor, Északi és Déli százak előtt, akik e csatatéren meghaltak az igazságért, mely igazságukat Istentől kapták.”

## Fordítás
- Ez a szócikk részben vagy egészben  a   Battle of Wilson's Creek című angol Wikipédia-szócikk ezen változatának fordításán alapul.  Az eredeti cikk szerkesztőit annak laptörténete sorolja fel. Ez a jelzés csupán a megfogalmazás eredetét és a szerzői jogokat jelzi, nem szolgál a cikkben szereplő információk forrásmegjelöléseként.

## Külső hivatkozások
- Wilson’s Creek National Battlefield (A Wilson’s Creek-i nemzeti csatamező
- A Wilson’s Creek csatamező honlapja: térképek, fotók, történelmi cikkek, és a csatamező hírei (CWPT)
- Community & Conflict: The Impact of the Civil War in the Ozarks